# Wettin-Löbejün
Wettin-Löbejün ist eine Stadt im Saalekreis im deutschen Bundesland Sachsen-Anhalt.

## Geografie

### Lage
Wettin-Löbejün ist die nördlichste Gemeinde und Stadt im Saalekreis, sie liegt ca. 60 Kilometer südlich der Landeshauptstadt Magdeburg und 15 Kilometer nördlich der Stadt Halle (Saale). Nach Dessau-Roßlau sind es in Richtung Nordosten rund 35 Kilometer. Das Stadtgebiet wird im Südwesten fast durchgehend von der Saale begrenzt, nur ein Landzipfel um Zaschwitz am anderen Saaleufer gehört noch zur Stadt. Im Nordosten begrenzt der westliche Teil der Fuhne das Stadtgebiet. Im Stadtgebiet entspringen auch kleine Bäche, die in Fuhne und Saale abfließen. Die höchste Erhebung in Wettin-Löbejün ist der 180 Meter über dem Meeresspiegel liegende Haltberg bei Löbejün, die tiefste Stelle liegt im Saaletal bei Rothenburg mit einer Höhe von ca. 68 Meter über dem Meeresspiegel. Teile des Stadtgebietes liegen im Naturpark Unteres Saaletal.

### Nachbargemeinden
Nachbargemeinden sind Könnern (Salzlandkreis) und Südliches Anhalt (Landkreis Anhalt-Bitterfeld) im Norden, Petersberg im Osten, die Stadt Halle (Saale) und Salzatal im Süden und Gerbstedt (Landkreis Mansfeld-Südharz) im Westen.

## Ortschaften/Ortsteile
| Ortschaft                                                     | Einwohner | Die Ortschaften von Wettin-Löbejün (anklickbare Karte) |
| ------------------------------------------------------------- | --------- | ------------------------------------------------------ |
| Brachwitz (mit Friedrichsschwerz)                             | 988       | Die Ortschaften von Wettin-Löbejün (anklickbare Karte) |
| Döblitz                                                       | 162       | Die Ortschaften von Wettin-Löbejün (anklickbare Karte) |
| Domnitz (mit Dornitz und Dalena)                              | 736       | Die Ortschaften von Wettin-Löbejün (anklickbare Karte) |
| Gimritz (mit Raunitz)                                         | 345       | Die Ortschaften von Wettin-Löbejün (anklickbare Karte) |
| Löbejün (mit Gottgau und Schlettau)                           | 2.247     | Die Ortschaften von Wettin-Löbejün (anklickbare Karte) |
| Nauendorf a                                                   | 1.761     | Die Ortschaften von Wettin-Löbejün (anklickbare Karte) |
| Neutz-Lettewitz (mit Deutleben, Görbitz, Lettewitz und Neutz) | 886       | Die Ortschaften von Wettin-Löbejün (anklickbare Karte) |
| Plötz (mit Oberplötz, Kösseln und Unterplötz)                 | 658       | Die Ortschaften von Wettin-Löbejün (anklickbare Karte) |
| Rothenburg                                                    | 796       | Die Ortschaften von Wettin-Löbejün (anklickbare Karte) |
| Wettin b                                                      | 2.355     | Die Ortschaften von Wettin-Löbejün (anklickbare Karte) |

## Geschichte
Die Stadt ging am 1. Januar 2011 aus dem Zusammenschluss der Städte Löbejün und Wettin sowie den Gemeinden Brachwitz, Döblitz, Domnitz, Gimritz, Nauendorf, Neutz-Lettewitz, Plötz und Rothenburg hervor, die zuvor bereits in der Verwaltungsgemeinschaft Saalkreis Nord zusammengeschlossen waren.
Der Zusammenschluss erfolgte vor dem Hintergrund der Gemeindegebietsreform in Sachsen-Anhalt. Nachdem es in der von der Landesregierung angesetzten freiwilligen Phase zu keiner Bildung einer Einheitsgemeinde gekommen war, beschloss der Landtag von Sachsen-Anhalt am 18. Juni 2010 mit den Stimmen der Regierungskoalition eine gesetzliche Neugliederung (GemNeuglG SK).
Ursprünglich lautete der Name der neu gebildeten Stadt „Löbejün-Wettin“. Die konstituierende Sitzung des Stadtrates legte als Stadtnamen „Wettin-Löbejün“ fest, der seit dem 7. April 2011 gilt.
Eingemeindungen
| Ehemalige Gemeinde | Datum              | Anmerkung                                        |
| ------------------ | ------------------ | ------------------------------------------------ |
| Brachwitz          | 1. Januar 2011     |                                                  |
| Dalena             | 20. Juli 1950      | Eingemeindung nach Domnitz                       |
| Deutleben          | 1. Oktober 1938    | Eingemeindung nach Neutz                         |
| Dobis              | 20. Juli 1950      | Eingemeindung nach Dößel                         |
| Döblitz            | 1. Januar 2011     |                                                  |
| Domnitz            | 1. Januar 2011     |                                                  |
| Dornitz            | 20. Juli 1950      | Eingemeindung nach Domnitz                       |
| Dößel              | 20. Juli 2008      | Eingemeindung nach Wettin                        |
| Friedrichsschwerz  | 20. Juli 1950      | Eingemeindung nach Brachwitz                     |
| Gimritz            | 1. Januar 2011     |                                                  |
| Görbitz            | 1. Oktober 1938    | Eingemeindung nach Lettewitz                     |
| Kösseln            | 20. Juli 1950      | Eingemeindung nach Plötz                         |
| Lettewitz          | 1. Oktober 1965    | Zusammenschluss mit Neutz zu Neutz-Lettewitz     |
| Löbejün            | 1. Januar 2011     |                                                  |
| Merbitz            | 20. Juli 1950      | Eingemeindung nach Nauendorf                     |
| Mücheln            | 30. September 1928 | Eingemeindung nach Wettin                        |
| Nauendorf          | 1. Januar 2011     |                                                  |
| Neutz              | 1. Oktober 1965    | Zusammenschluss mit Lettewitz zu Neutz-Lettewitz |
| Neutz-Lettewitz    | 1. Januar 2011     |                                                  |
| Plötz              | 1. Januar 2011     |                                                  |
| Priester           | 20. Juli 1950      | Eingemeindung nach Nauendorf                     |
| Raunitz            | 1. April 1938      | Eingemeindung nach Gimritz                       |
| Rothenburg         | 1. Januar 2011     |                                                  |
| Schlettau          | 20. Juli 1950      | Eingemeindung nach Löbejün                       |
| Wettin             | 1. Januar 2011     |                                                  |
| Zaschwitz          | 20. Juli 1950      | Eingemeindung nach Wettin                        |

## Bevölkerung
| Jahr | Einwohner |
| ---- | --------- |
| 2011 | 10.482    |
| 2015 | 09.955    |
| 2020 | 09.821    |

| Jahr | Einwohner |
| ---- | --------- |
| 2021 | 9.794     |
| 2022 | 9.706     |
| 2023 | 9.669     |
| 2024 | 9.554     |

Stand: 31. Dezember des jeweiligen Jahres (Angaben des Statistischen Landesamtes Sachsen-Anhalt), ab 2011 auf Basis des Zensus 2011, ab 2022 auf Basis des Zensus 2022

## Politik

### Stadtrat
Die Stadtrat von Wettin-Löbejün besteht aus 20 Mitgliedern und dem hauptamtlichen Bürgermeister.  Die Stadtratswahl am 9. Juni 2024 führte bei einer Wahlbeteiligung von 67,8 % zu folgendem Ergebnis:

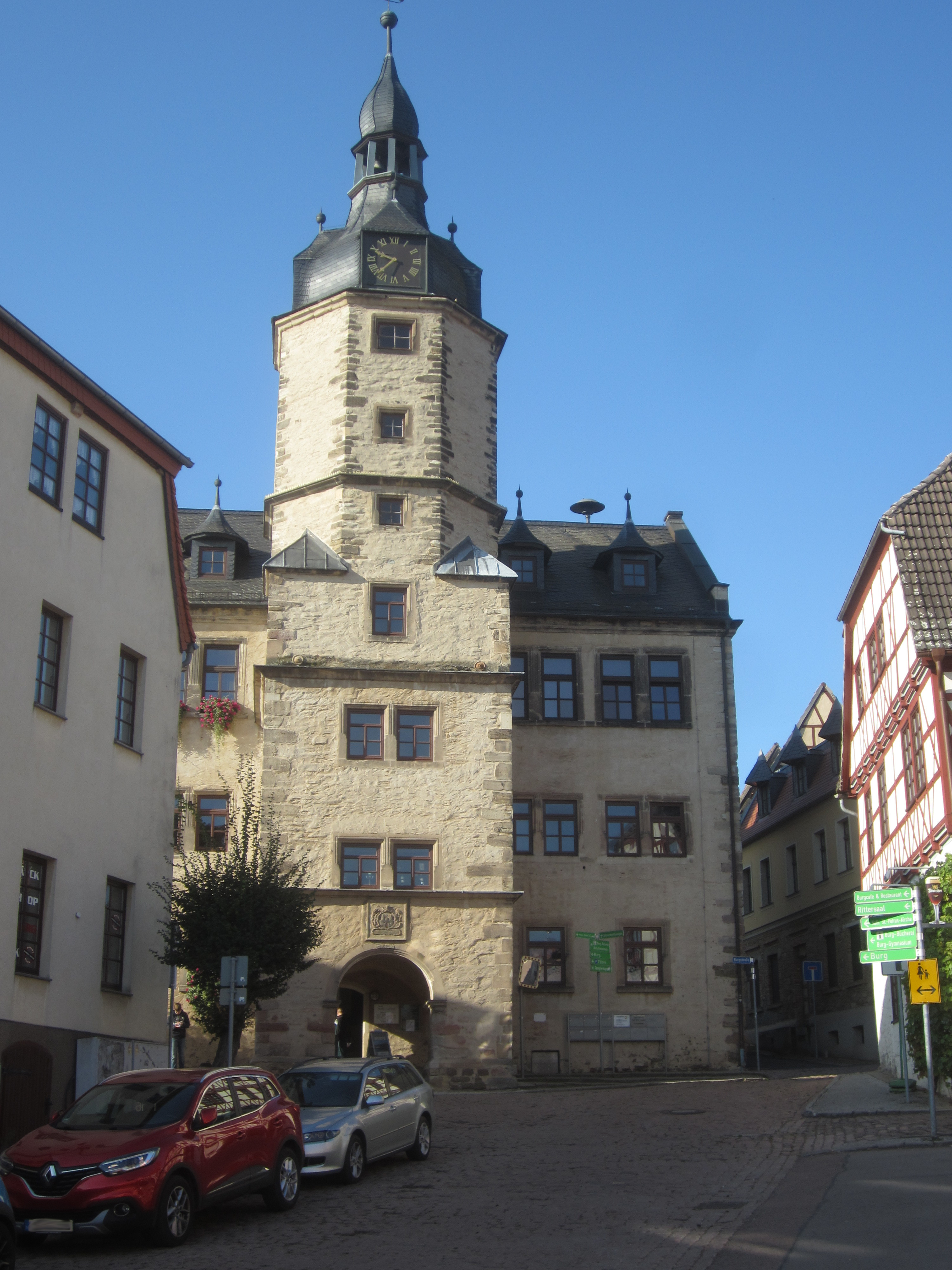
Rathaus Wettin

| Partei / Wählergruppe | Stimmenanteil 2019 | Sitze 2019 |        | Stimmenanteil 2024 | Sitze 2024 |
| --- | ------------------ | ---------- | ------ | ------------------ | ---------- |
| AfD | 13,3 %             | 3          | 23,1 % | 5                  |            |
| Freiwillige Feuerwehr Wettin-Löbejün                                                                                       | .                  | .          | 15,9 % | 3                  |            |
| CDU | 17,6 %             | 4          | 15,3 % | 3                  |            |
| Wählergruppe Initiative zur Unterstützung der Stadtentwicklung und des ehrenamtlichen Engagements in Wettin-Löbejün (WISE) | .                  | .          | 12,8 % | 3                  |            |
| Freie und Unabhängige Bürgervereinigung Wettin-Löbejün (FUBV)                                                              | .                  | .          | 11,5 % | 2                  |            |
| FDP | 15,2 %             | 3          | 05,7 % | 1                  |            |
| Bündnis 90/Die Grünen | 09,4 %             | 2          | 04,5 % | 1                  |            |
| Die Linke | 11,1 %             | 2          | 04,0 % | 1                  |            |
| Einzelbewerber Paul Deparade                                                                                               | .                  | 1          | 03,1 % | 1                  |            |
| SPD | 08,3 %             | 2          | 02,3 % | –                  |            |
| Einzelbewerber Matthias Ahrens                                                                                             | –                  | –          | 01,9 % | –                  |            |
| Insgesamt | 100 %              | 20         | 100 %  | 20                 |            |

### Bürgermeister
- 2011–2024: Antje Klecar[6]
- seit 2024: Jens Franke

Franke wurde in der Stichwahl am 10. November 2024 mit 51,6 Prozent der gültigen Stimmen gewählt. Die Wahlbeteiligung lag bei 44,5 Prozent.

### Wappen
Das Wappen wurde am 11. Juni 2012 durch den Landrat des Saalekreises genehmigt. Da der Text der Blasonierung auf dem Wappenbrief mehrfach falsch abgeschrieben war (geviertelt statt geviert, Stockacker statt Stockanker) wurde der Vorgang der Ausstellung des Wappenbriefes wiederholt. Der nachgereichte Wappenbrief stammt vom 9. November 2012.
| Wappen von Wettin-Löbejün | Blasonierung: „Schild geviert; 1: in Rot eine silberne Burg mit Zinnenmauer und geöffnetem goldenen Tor, mit einem niederen gezinnten Mittelturm mit schwarzer Fensteröffnung zwischen zwei spitzbedachten gezinnten Seitentürmen mit drei (1:2) schwarzen Fensteröffnungen; 2: in Silber ein roter Stockanker; 3: in Silber ein grüner Einscharpflug; 4: in Grün zwei schräggekreuzte, die Bärte auswärts kehrende, silberne Schlüssel.“ |
| Wappen von Wettin-Löbejün | Wappenbegründung: Es war Vorschlag der neuen Stadt Wettin-Löbejün, die Wappensymbolik in Anlehnung an die ehemaligen namensgebenden Stadtwappen unter Hinzuziehung eines Bezugs zu den ehemaligen ländlichen Gemeinden zu verbinden. Weiterhin sollte die saalenahe Lage symbolisch Aufnahme im Wappen finden. Die heraldische Umsetzung erfolgte, indem das Wettiner Wappen leicht verändert in Feld 1 eines quadrierten Schildes gestellt wurde; in Feld 4 kamen die gekreuzten Schlüssel aus dem Löbejüner Wappen, die sich auf den Schutzpatron der Petrikirche beziehen. Anzumerken ist hierzu, dass die Rosen im Ortswappen von Löbejün keinerlei inhaltliche Bedeutung haben. Sie waren nur bestimmt, die Freiflächen zu füllen. Überdies waren zwei der Rosen heraldisch falsch (rot) tingiert, sodass ihre Aufnahme nicht genehmigungsfähig wäre. Im Hinblick auf die nahe Lage zur Saale, die historisch nicht nur ein Wasserversorger, sondern auch Transportweg der Schiffe war, trägt Feld 2 einen Stockanker. Dieser unterscheidet sich vom Flunkenanker durch den oberen Querstab, der seitlich ausgestellt ist und garantiert, dass sich die Ankerflunke im Grund einhakt. Erarbeitet wurde das Wappen vom Kommunalheraldiker Jörg Mantzsch. |

### Flagge
Die Flagge ist grün-weiß (1:1) gestreift (Querform: Streifen waagerecht verlaufend, Längsform: Streifen senkrecht verlaufend) und mittig mit dem Stadtwappen belegt.

## Verkehr

### Bahnverkehr
Wettin-Löbejün liegt mit den Haltepunkten Nauendorf (Saalkr) und Domnitz (Saalkr) an der Bahnstrecke Halle–Vienenburg.
Die Bahnstrecke Wallwitz–Wettin mit den ehemaligen Halten Gimritz und Wettin (Saale) und die Bahnstrecke Nauendorf–Gerlebogk mit den ehemaligen Halten Nauendorf (Saalkr) Nord, Domnitz (Saalkr) Kautzenberg, Löbejün (Saalkr) und Gottgau ist hingegen stillgelegt.

### Wichtige Straßen
Die Bundesautobahn 14, die von Dresden über Leipzig und Halle nach Magdeburg führt, und die noch nach Schwerin verlängert wird, führt auch durch das Stadtgebiet, in ihm liegt jedoch nur der Abzweig Löbejün. Die Trasse im Stadtgebiet wurde in zwei Etappen freigegeben, zwischen den Abzweigen Löbejün und Könnern im Norden im Jahr 1996 und zwischen Löbejün und Halle-Peißen im Osten im Jahr 2000. Älter war die Bundesstraße 6, die parallel zur Bundesautobahn verlief, und die Orte Domnitz und Dornitz durchquerte. Nach Freigabe der Autobahn 14 wurde sie zur Landesstraße 50 herabgestuft. Der Weiterbau der Bundesautobahn 143, die zurzeit nur bis nach Bennstedt geht und als Westumfahrung für Halle geplant wurde, wurde vom Bundesverwaltungsgericht in Leipzig am 17. Januar 2007 vorerst untersagt.
Folgende Landesstraßen verlaufen in Wettin-Löbejün (nur der Verlauf im Stadtgebiet, bzw. der erste Ort außerhalb, ist genannt, wenn die Straßen weitergehen steht […] geschrieben)
- 50 ([…] – Garsena – Dornitz – Domnitz – Beidersee – […])
- 144 ([…] – Hohenedlau – Schlettau – Löbejün – Plötz – Kösseln – Abzweig bei Kösseln)
- 147 (Abzweig bei Nauendorf – Nauendorf – Merbitz – Löbejün – Cattau – […])
- 156 (Garsena – Dößel – Schachtberg – Wettin – Zaschwitz – Fienstedt – […])
- 157 (bei Zaschwitz – Trebitz – […])
- 161 (Wettin – Mücheln – Lettewitz – Abzweig bei Lettewitz)
- 162 (Abzweig bei Lettewitz – Görbitz – Gimritz – Brachwitz – Neuragoczy – […])